# Eupsittula canicularis
Il parrocchetto frontearancio (Eupsittula canicularis Linnaeus, 1758) è un uccello della famiglia degli Psittacidi.

## Descrizione
Molto simile al parrocchetto frontepesca, si differenzia per la colorazione frontale più arancio, per una maggiore estensione del blu sul capo e per la colorazione chiara del becco. Ha taglia attorno ai 24 cm.

## Distribuzione e habitat
Vive nelle boscaglie fino ai 1500 metri di Messico e Costa Rica.

## Tassonomia
È classificato in tre sottospecie assai simili tra loro: E. c. canicularis, E. c. eburnirostrum, E. c. clarae.